# Travers Island
Travers Island ist eine Halbinsel mit einer Fläche von etwa 0,2 km² im Long Island Sound in der Stadt New Rochelle im Westchester County, New York. Sie befindet sich zwischen Neptune Island, Glen Island und der zur Bronx gehörenden Halbinsel Hunter Island.
Auf Travers Island befindet sich seit 1887 das Sommercamp des New York Athletic Club, das durch sein Stadion für viele Leichtathleten optimale Trainingsmöglichkeiten bot und immer noch bietet.
Noch 1892 war Travers Island eine Insel, die zu den Pelham-Inseln gehörte und über einen Damm mit dem Festland verbunden war. Später wurde das Terrain zwischen Insel und Festland aufgeschüttet, so dass Travers Island zu einer Halbinsel wurde.